# ドント・フォーゲット
『ドント・フォーゲット』（Don't Forget）は、2008年に発表されたデミ・ロヴァートのデビュー・アルバム。

## 解説
全米で2008年9月23日に発売されたこのアルバムは、ビルボード200初登場第2位を記録。新人としては大健闘の結果となった。自身は全11曲中9曲の作詞・作曲に携わり、さらに6曲はジョナス・ブラザーズとの共作。ポップスの持つ明るさを全面に押し出したマイリー・サイラスのアルバムとは対照的に、こちらはロック色を強めた比較的ダークな仕上がりとなった。国内盤にはボーナス・トラックが1曲収録される。

## 収録曲
1. La La Land
2. Get Back
3. Trainwreck
4. Party
5. On The Line featuring Jonas Brothers
6. Don't Forget
7. Gonna Get Caught
8. Two Worlds Cllide
9. The Middle
10. Until You're Mine
11. Believe In Me
12. La La Land (Caramel Pod D Remix) ※国内盤ボーナス・トラック